# Championnats du monde de natation 1978
Navigation
Mondiaux 1975 Mondiaux 1982
La 3e édition des championnats du monde de natation ont lieu du 20 août au 28 août 1978 à Berlin (Allemagne de l'Ouest).

## Tableau des médailles
- Pays organisateur (Allemagne de l'Ouest)

| Rang  | Nation               | Or | Argent | Bronze | Total |
| ----- | -------------------- | -- | ------ | ------ | ----- |
| 1     | États-Unis           | 23 | 14     | 7      | 44    |
| 2     | Union soviétique     | 6  | 4      | 6      | 16    |
| 3     | Canada               | 3  | 1      | 5      | 9     |
| 4     | Australie            | 2  | 0      | 0      | 2     |
| 5     | Allemagne de l'Est   | 1  | 10     | 4      | 15    |
| 6     | Allemagne de l'Ouest | 1  | 2      | 4      | 7     |
| 7     | Italie               | 1  | 0      | 1      | 2     |
| 8     | Japon                | 0  | 2      | 1      | 3     |
| 9     | Hongrie              | 0  | 1      | 2      | 3     |
| 10    | Yougoslavie          | 0  | 1      | 1      | 2     |
| 11    | Norvège              | 0  | 1      | 0      | 1     |
| -     | Nouvelle-Zélande     | 0  | 1      | 0      | 1     |
| 13    | Royaume-Uni          | 0  | 0      | 2      | 2     |
| -     | Suède                | 0  | 0      | 2      | 2     |
| 15    | Brésil               | 0  | 0      | 1      | 1     |
| -     | Danemark             | 0  | 0      | 1      | 1     |
| Total | Total                | 37 | 37     | 37     | 111   |

## Résultats

### Courses en bassin

#### Podiums hommes
| Épreuves             | Or                                                                  | Or               | Argent                                                                          | Argent         | Bronze                                                                           | Bronze         |
| -------------------- | ------------------------------------------------------------------- | ---------------- | ------------------------------------------------------------------------------- | -------------- | -------------------------------------------------------------------------------- | -------------- |
| Nage libre           |                                                                     |                  |                                                                                 |                |                                                                                  |                |
| 100 m                | David McCagg                                                        | 50 s 24 RC       | Jim Montgomery                                                                  | 50 s 73        | Klaus Steinbach                                                                  | 50 s 79        |
| 200 m                | Billy Forrester                                                     | 1 min 51 s 02 RC | Rowdy Gaines                                                                    | 1 min 51 s 10  | Sergei Kopliakov                                                                 | 1 min 51 s 33  |
| 400 m                | Vladimir Salnikov                                                   | 3 min 51 s 94 RC | Jeff Float                                                                      | 3 min 53 s 42  | Billy Forrester                                                                  | 3 min 53 s 97  |
| 1 500 m              | Vladimir Salnikov                                                   | 15 min 3 s 99 RC | Borut Petric                                                                    | 15 min 20 s 77 | Bobby Hackett                                                                    | 15 min 23 s 38 |
| Dos                  |                                                                     |                  |                                                                                 |                |                                                                                  |                |
| 100 m                | Bob Jackson                                                         | 56 s 36 RC       | Peter Rocca                                                                     | 56 s 69        | Rômulo Arantes                                                                   | 58 s 01        |
| 200 m                | Jesse Vassallo                                                      | 2 min 2 s 16     | Gary Hurring                                                                    | 2 min 3 s 71   | Zoltan Verraszto                                                                 | 2 min 3 s 90   |
| Brasse               |                                                                     |                  |                                                                                 |                |                                                                                  |                |
| 100 m                | Walter Kusch                                                        | 1 min 3 s 56 RC  | Graham Smith                                                                    | 1 min 3 s 60   | Gerald Mörken                                                                    | 1 min 3 s 62   |
| 200 m                | Nick Nevid                                                          | 2 min 18 s 37    | Arsens Miskarovs                                                                | 2 min 18 s 42  | Walter Kusch                                                                     | 2 min 20 s 16  |
| Papillon             |                                                                     |                  |                                                                                 |                |                                                                                  |                |
| 100 m                | Joe Bottom                                                          | 54 s 30          | Greg Jagenburg                                                                  | 55 s 26        | Pär Arvidsson                                                                    | 55 s 38        |
| 200 m                | Mike Bruner                                                         | 1 min 59 s 38 RC | Steve Gregg                                                                     | 1 min 59 s 80  | Roger Pyttel                                                                     | 2 min 1 s 22   |
| 4 nages              |                                                                     |                  |                                                                                 |                |                                                                                  |                |
| 200 m                | Graham Smith                                                        | 2 min 3 s 65 RM  | Jesse Vassallo                                                                  | 2 min 4 s 99   | Aleksandr Sidorenko                                                              | 2 min 5 s 29   |
| 400 m                | Jesse Vassallo                                                      | 4 min 20 s 05 RM | Sergey Fesenko                                                                  | 4 min 22 s 29  | Andras Hargitay                                                                  | 4 min 27 s 04  |
| Relais               |                                                                     |                  |                                                                                 |                |                                                                                  |                |
| 4 × 100 m nage libre | États-Unis Jack Babashoff Rowdy Gaines Jim Montgomery David McCagg  | 3 min 19 s 74 RM | Allemagne de l'Ouest Andreas Schmitd Ulrich Temps Peter Knust Klaus Steinbach   | 3 min 26 s 65  | Suède Per Holmertz Dan Larssen Per-Ola Quist Per-Alvar Magnusson                 | 3 min 26 s 95  |
| 4 × 200 m nage libre | États-Unis Bruce Furniss Billy Forrester Bobby Hackett Rowdy Gaines | 7 min 20 s 82 RM | Union soviétique Sergey Rusin Andrey Krylov Vladimir Salnikov Sergey Kopliakov  | 7 min 28 s 41  | Allemagne de l'Ouest Andreas Schmidt Peter Knust Karsken Lippmann Frank Wennmann | 7 min 33 s 29  |
| 4 × 100 m 4 nages    | États-Unis Bob Jackson Nick Nevid Joe Bottom David McCagg           | 3 min 44 s 63 RC | Allemagne de l'Ouest Klaus Steinbach Walter Kusch Michael Kraus Andreas Schmidt | 3 min 48 s 58  | Royaume-Uni Gary Abraham Duncan Goodhew John Mills Martin Smith                  | 3 min 49 s 06  |

#### Podiums femmes
| Épreuves             | Or                                                                       | Or               | Argent                                                                        | Argent        | Bronze                                                                          | Bronze        |
| -------------------- | ------------------------------------------------------------------------ | ---------------- | ----------------------------------------------------------------------------- | ------------- | ------------------------------------------------------------------------------- | ------------- |
| Nage libre           |                                                                          |                  |                                                                               |               |                                                                                 |               |
| 100 m                | Barbara Krause                                                           | 55 s 68 RC       | Lene Jenssen                                                                  | 56 s 82       | Larisa Tsaryova                                                                 | 56 s 85       |
| 200 m                | Cynthia Woodhead                                                         | 1 min 58 s 53 RM | Barbara Krause                                                                | 1 min 59 s 78 | Larisa Tsaryova                                                                 | 2 min 1 s 76  |
| 400 m                | Tracey Wickham                                                           | 4 min 6 s 28 RM  | Cynthia Woodhead                                                              | 4 min 7 s 15  | Kim Linehan                                                                     | 4 min 7 s 73  |
| 800 m                | Tracey Wickham                                                           | 8 min 24 s 94 RM | Cynthia Woodhead                                                              | 8 min 29 s 35 | Kim Linehan                                                                     | 8 min 32 s 60 |
| Dos                  |                                                                          |                  |                                                                               |               |                                                                                 |               |
| 100 m                | Linda Jezek                                                              | 1 min 2 s 55 RC  | Birgit Treiber                                                                | 1 min 3 s 18  | Cheryl Gibson                                                                   | 1 min 3 s 43  |
| 200 m                | Linda Jezek                                                              | 2 min 11 s 93 RM | Birgit Treiber                                                                | 2 min 14 s 07 | Cheryl Gibson                                                                   | 2 min 14 s 23 |
| Brasse               |                                                                          |                  |                                                                               |               |                                                                                 |               |
| 100 m                | Ioulia Bogdanova                                                         | 1 min 10 s 31 RM | Tracy Caulkins                                                                | 1 min 10 s 77 | Margaret Kelly                                                                  | 1 min 11 s 99 |
| 200 m                | Lina Kačiušytė                                                           | 2 min 31 s 42 RM | Ioulia Bogdanova                                                              | 2 min 32 s 69 | Susanne Nielsson                                                                | 2 min 33 s 60 |
| Papillon             |                                                                          |                  |                                                                               |               |                                                                                 |               |
| 100 m                | Joan Pennington                                                          | 1 min 0 s 20     | Andrea Pollack                                                                | 1 min 0 s 26  | Wendy Quirk                                                                     | 1 min 1 s 82  |
| 200 m                | Tracy Caulkins                                                           | 2 min 9 s 87 RM  | Nancy Hogshead                                                                | 2 min 11 s 30 | Andrea Pollack                                                                  | 2 min 12 s 63 |
| 4 nages              |                                                                          |                  |                                                                               |               |                                                                                 |               |
| 200 m                | Tracy Caulkins                                                           | 2 min 14 s 07 RM | Joan Pennington                                                               | 2 min 14 s 98 | Ulrike Tauber                                                                   | 2 min 15 s 99 |
| 400 m                | Tracy Caulkins                                                           | 4 min 40 s 83 RM | Ulrike Tauber                                                                 | 4 min 47 s 52 | Petra Schneider                                                                 | 4 min 48 s 56 |
| Relais               |                                                                          |                  |                                                                               |               |                                                                                 |               |
| 4 × 100 m nage libre | États-Unis Tracy Caulkins Stephanie Elkins Jill Sterkel Cynthia Woodhead | 3 min 43 s 43 RM | Allemagne de l'Est Heike Witt Caren Metschuck Barbara Krause Petra Priemer    | 3 min 47 s 37 | Canada Gail Amundrud Nancy Garapick Susan Sloan Wendy Quirk                     | 3 min 49 s 59 |
| 4 × 100 m 4 nages    | États-Unis Linda Jezek Tracy Caulkins Joan Pennington Cynthia Woodhead   | 4 min 8 s 21 RC  | Allemagne de l'Est Birgit Treiber Ramona Reinke Andrea Pollack Barbara Krause | 4 min 9 s 13  | Union soviétique Elena Kruglova Ioulia Bogdanova Irina Aksenova Larisa Tsaryova | 4 min 14 s 91 |

### Plongeon
| Épreuves      | Or             | Or     | Argent          | Argent | Bronze            | Bronze |
| ------------- | -------------- | ------ | --------------- | ------ | ----------------- | ------ |
| Hommes        |                |        |                 |        |                   |        |
| Tremplin 3 m  | Phil Boggs     | 913,95 | Falk Hoffmann   | 873,33 | Giorgio Cagnotto  | 845,51 |
| Tremplin 10 m | Greg Louganis  | 844,11 | Falk Hoffmann   | 836,76 | Vladimir Aleynik  | 813,62 |
| Femmes        |                |        |                 |        |                   |        |
| Tremplin 3 m  | Irina Kalinina | 691,43 | Cynthia Potter  | 643,22 | Jennifer Chandler | 637,41 |
| Tremplin 10 m | Irina Kalinina | 412,71 | Martina Jäschke | 384,09 | Melissa Briley    | 364,74 |

### Natation synchronisée
| Épreuves | Or | Or      | Argent | Argent  | Bronze | Bronze  |
| -------- | --- | ------- | --- | ------- | --- | ------- |
| Solo     | Helen Vanderburg | 187,849 | Pam Tryon | 181,499 | Yasuko Unezaki | 179,650 |
| Duo      | Michelle Calkins & Helen Vanderburg                                                                                                 | 183,300 | Masako Fujiwara & Yasuko Fujiwara                                                                                               | 181,842 | Michele Barone & Pam Tryon | 180,758 |
| Ballet   | États-Unis : Tami Allen, Michele Barone, Erin Barr, Michele Beaulieu, Gerri Blandet, Jane Goepringer, Linda Shelley et Pamela Tryon | 182,300 | Japon : Ikuko Abe, Masae Fujiwara, Masako Fujiwara, Yasuko Fujiwara, Ikue Ogawa, Kinuyo Okada, Chieko Okamura et Yasuki Unezaki | 181,533 | Canada : Katherine Anderson, Robin Anderson, Nancy Bedard, Lyna Carrier, Lyne Carrier, Sandra MacDermott, Marie Poulin et Martine Simard | 177,919 |

### Water-polo
| Épreuves | Or     | Argent  | Bronze      |
| -------- | ------ | ------- | ----------- |
| Hommes   | Italie | Hongrie | Yougoslavie |

- équipe championne du monde : Alberto Alberani, Silvio Baracchini, Romeo Collina, Gianni De Magistris, Massimo Fondelli, Marco Galli, Sante Marsili, Alessandro Ghibellini, Paolo Ragosa, Mario Scotti-Galletta, Rolando Simeoni.